# Цячух, Моника
Моника Цячух (пол. Monika Ciaciuch; род. 10 мая 1992, Ślesin, Kuyavian-Pomeranian Voivodeship, Куявско-Поморское воеводство), в замужестве Хабель (пол. Chabel) — польская гребчиха, выступающая за сборную Польши по академической гребле с 2010 года. Бронзовая призёрка летних Олимпийских игр в Рио-де-Жанейро, серебряная призёрка чемпионата мира, обладательница серебряных и бронзовых медалей чемпионатов Европы, победительница и призёрка многих регат национального значения.

## Биография
Моника Цячух родилась 10 мая 1992 года в деревне Слесин Куявско-Поморского воеводства, Польша. Заниматься академической греблей начала в 2008 году, проходила подготовку в Быдгоще в местном гребном клубе.
Дебютировала на международной арене в 2010 году, выступив в парных четвёрках на чемпионате мира среди юниоров в Рачице.
В 2012 году в парных четвёрках финишировала четвёртой на молодёжном мировом первенстве в Тракае.
На молодёжном чемпионате мира 2013 года в Линце выиграла серебряную медаль в той же дисциплине.
В 2014 году вошла в основной состав польской национальной сборной, дебютировала в Кубке мира, побывала на европейском первенстве в Белграде, откуда привезла награду бронзового достоинства, выигранную в парных четвёрках. Стала серебряной призёркой на молодёжном мировом первенстве в Варезе.
В 2015 году выиграла две серебряные медали на отдельных этапах Кубка мира, взяла бронзу на домашнем чемпионате Европы в Познани, тогда как на чемпионате мира в Эгбелете показала в главном финале четвёртый результат.
Выиграв серебро на европейском первенстве в Бранденбурге и одержав победу на двух этапах Кубка мира, удостоилась права защищать честь страны на летних Олимпийских играх 2016 года в Рио-де-Жанейро. В составе парного четырёхместного экипажа, куда также вошли гребчихи Йоанна Лещинская, Агнешка Кобус и Мария Спрингвальд, финишировала в главном финале третьей позади команд из Германии и Нидерландов — тем самым завоевала бронзовую олимпийскую медаль. За это выдающееся достижение по итогам сезона была награждена серебряным Крестом Заслуги.
После Олимпиады Цячух осталась в составе гребной команды Польши и продолжила принимать участие в крупнейших международных регатах. Так, в 2017 году в распашных безрульных четвёрках она выиграла серебряные медали на чемпионате Европы в Рачице и на чемпионате мира в Сарасоте. В октябре 2017 года вышла замуж за польского гребца Виктора Хабеля и начиная с этого времени выступала на соревнованиях под фамилией мужа.
В 2018 году в безрульных четвёрках взяла бронзу на европейском первенстве в Глазго и заняла пятое место на мировом первенстве в Пловдиве.